# КВ-85
КВ-85 — радянський важкий танк періоду Німецько-радянської війни. Абревіатура КВ означає «Клим Ворошилов» — офіційна назва серійних радянських важких танків випуску 1940–1943 рр. Індекс 85 означає калібр основного озброєння машини.
Ця бойова машина була розроблена конструкторським бюро дослідного заводу № 100 в травні-липні 1943 року у зв'язку з появою у супротивника нових важких танків «Тигр». КВ-85 був прийнятий на озброєння Робітничо-Селянської Червоної Армії 8 серпня 1943 року і серійно випускався на Челябінському Кіровському заводі (ЧКЗ) до жовтня того ж року включно . Причиною зняття з виробництва послужив перехід ЧКЗ на випуск більш досконалого важкого танка ІС-1. Всього ЧКЗ побудував 148 танків КВ-85, які активно застосовувалися в бойових діях 1944 року. Всі надіслані на фронт машини були безповоротно втрачені або списані в 1944 — 1945 рр. До теперішнього часу зберігся тільки один автентичний КВ-85 і один більш ранній дослідний танк КВ-1с «Об'єкт 238», у якого штатна 76-мм гармата була замінена на 85-мм.

## Історія створення
Поява наприкінці 1942 — на початку 1943 року нового німецького важкого танка «Тигр» відразу зробило радянський важкий танк КВ-1 і його «швидкісну» модифікацію КВ-1с застарілими. Непробивна німецькими танковими і протитанковими гарматами в 1941 і початку 1942 року броня танка КВ не представляла для гармати «Тигра» особливої трудності, а 76-мм гармата ЗІС-5, встановлена на КВ, могла пробити тільки бортову і кормову броню «Тигра» із дистанцій, що не перевищують 200 м. У цих умовах були форсовано роботи з розробки нового важкого танка ІС для Червоної Армії і зразків артилерійського озброєння, здатних пробити броню «Тигра». За результатами обстрілу трофейного «Тигра» було з'ясовано, що на дистанції до 1000 м його лобова броня пробивається снарядами 85-мм зенітної гармати зразка 1939 року (52-К). Тому 5 травня 1943 року на засіданні Державного комітету оборони (ДКО) було прийнято постанову № 3289 «Про посилення артилерійського озброєння танків та самохідних установок». У ньому перед танковими і артилерійськими конструкторами ставилися завдання про розробку танкових і самохідних 85-мм гармат з зенітною надпотужною балістикою. Ці гармата передбачалося встановлювати в штатну башту танка КВ-1с і на новий важкий танк ІС.
За виконання цього завдання були відповідальними Центральне Артилерійське Конструкторське Бюро (ЦАКБ) під керівництвом Василя Гавриловича Грабіна і Конструкторське Бюро артилерійського заводу № 9 під керівництвом Федора Федоровича Петрова . Кожен з цих колективів намагався провести свою конструкцію на озброєння, і їх голови не раз посилали листи до вищих інстанцій з обвинуваченнями на адресу «конкурентів» і відповідями на них з тих чи інших технічних або організаційних питань. Тим не менше до 14 червня 1943 обидва колективи представили для монтажу в дослідні танки свої гармати. ЦАКБ розробив 85-мм гармату С-31 на базі серійної 76-мм танкової гармати ЗІС-5 шляхом накладення на її люльку 85-мм ствольної групи. КБ заводу № 9 використало свій проект самохідної 85-мм гармати Д-5С, затвор і підйомний механізм до якої були взяті від серійної 76-мм танкової гармати Ф-34.
До 20 липня 1943 дослідний завод № 100 зібрав два дослідних танка КВ, озброєних цими гарматами. Першим з них був «Об'єкт 238», іноді званий КВ-85г. Ця машина повністю відповідала технічним завданням — у танка КВ-1с зі штатною баштою на погоні 1535 мм замінили 76-мм гармату ЗІС-5 на 85-мм гармату С-31 конструкції ЦАКБ. Другим дослідним танком був «Об'єкт 239» або КВ-85, побудований в ініціативному порядку конструкторами ЧКЗ і заводу № 100 під керівництвом Жозефа Яковича Котіна. Оскільки в наявності малася зайва башта від нового танка ІС (корпус для неї ще не був готовий), то її встановили на шасі КВ-1с, збільшивши діаметр нижнього погона на даху бойового відділення зі штатного 1535 мм до 1800 мм. Ця операція була вельми технічно складною, так як діаметр погона взагалі перевищував ширину даху бойового відділення. Рішення знайшли в розширенні підбаштової коробки за рахунок приварювання циліндричних броньових вставок під виступаючі частини погона. Оскільки другої гармати С-31 для озброєння «Об'єкту 239» не було, то його оснастили 85-мм гарматою Д-5Т конструкції КБ заводу № 9. Разом з двома прототипами танка ІС КВ-85 взяв участь в заводських випробуваннях, в яких КВ-85Г не брав участь — всім було ясно, що останній їх не пройде через велику тісноту бойового відділення. Всього КВ-85 пройшов на випробуваннях 284,5 км, середня швидкість руху склала 16,4 км/год. Зважаючи на велику необхідність Червоної Армії в нових танках ці випробування зараховувалися як державні і, не чекаючи їх кінця, ДКО 8 серпня прийняв постанову № 3891 про прийняття на озброєння КВ-85 і початок серійного виробництва цих танків на ЧКЗ. Через кілька днів перші серійні КВ-85 уже покинули складальні лінії ЧКЗ.
Гармата Д-5Т також показала свою перевагу над С-31 на випробуваннях з 21 по 24 серпня на Гороховецькому артилерійському полігоні. У цих випробуваннях брали участь всі чотири дослідні машини — два прототипи ІС, КВ-85 і КВ-85Г. Д-5Т менше вібрувала після пострілу, не мала громіздких врівноважуючих вантажів, була менша за габаритами, міцністю і легкістю в обслуговуванні. Однак платою за це стало використання в її конструкції багатьох дрібних деталей з високими вимогами до їх допусків і механічної обробки. Як наслідок, Д-5Т вироблялася невеликими серіями. Спочатку гармата Д-5Т встановлювалася на танки Т-34-85 побудови тільки заводу № 112 «Червоне Сормово». Однак в башті танка Т-34-85 вона займала багато місця, утрудняючи роботу заряджаючого, не дозволяла розмістити в башті додатково 3-го члена екіпажу, була дорожче, ніж гармата С-53, що не дозволило згодом встановлювати її на всі нові середні танки Т-34-85, для яких довелося розробити більш технологічну і компактну 85-мм гармату С-53, а згодом її доопрацьований варіант ЗІС-С-53 з ідентичною балістикою.

## Виробництво
Перший серійний танк типу КВ-85 був побудований на дослідному заводі № 100, решта 147 танків побудував ЧКЗ. При будівлі перших машин використовувалися запаси бронекорпусів для КВ-1с, тому отвори для кульової установки курсового кулемета довелося заварювати, а в підбаштовій коробці робити вирізи під розширений погон башти. У машин наступних серій в конструкцію бронекорпуса були внесені необхідні зміни. КВ-85 перебував у виробництві на ЧКЗ три місяці, з серпня по жовтень 1943 року. У серпні було побудовано 22 танка, у вересні — 63 танки, в жовтні — 63 танки. Малий обсяг поставок 85-мм гармати Д-5Т і велика потреба в них для озброєння нових танків ІС-1 і Т-34-85 призвели до того, що в серпні виробництво КВ-85 велося паралельно з КВ-1с, а в листопаді 1943 року найвищий пріоритет був наданий випуску танка ІС, і КВ-85 був зовсім знятий з виробництва.

## Опис конструкції

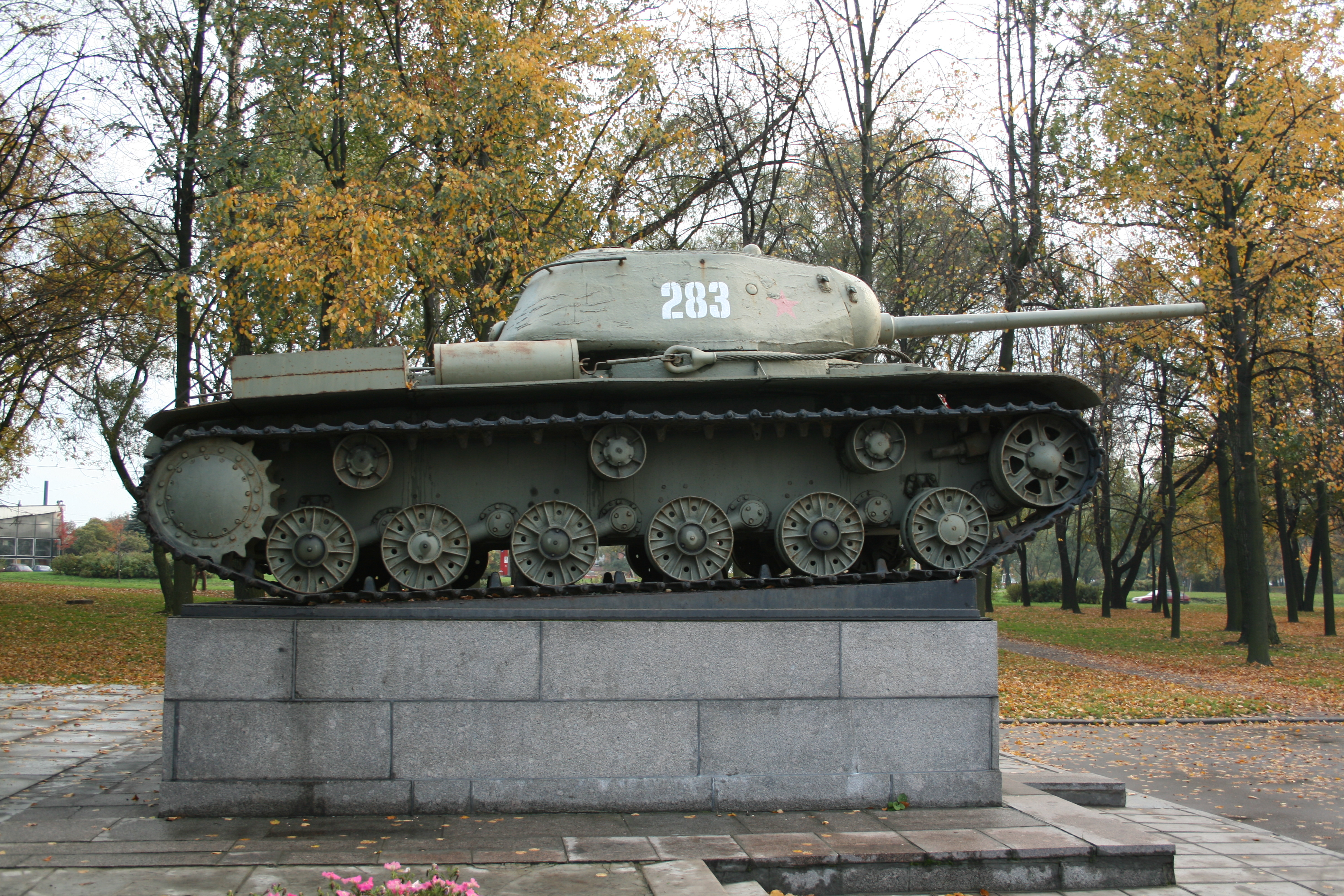
КВ-85. Вид по правому борту

КВ-85 за своєю суттю був перехідною моделлю між танками типів КВ-1с і ІС-1. Від першого КВ-85 повністю запозичив ходову частину і велику кількість деталей бронекорпуса, а від другого — башту з гарматою. Зміни стосувалися тільки бронедеталей підбаштової коробки — у КВ-85 вони були виготовлені заново для розміщення нової та більш габаритної в порівнянні з КВ-1с башти з погоном 1800 мм. Танк мав класичне компонування, як і всі інші серійні радянські важкі і середні танки того часу. Бронекорпус від носа до корми послідовно ділився на відділення управління, бойове відділення та моторно-трансмісійне відділення. Механік-водій розміщувався у відділенні керування, три інших члена екіпажу мали робочі місця в бойовому відділенні, яке об'єднувало середню частину бронекорпуса і башту. Там же розташовувалися гармата, боєзапас до нього і частина паливних баків. Двигун і трансмісія були встановлені в кормі машини.

### Броньовий корпус і башта
Броньовий корпус танка зварювався з катаних броньових плит товщиною 75, 60, 40, 30 і 20 мм. Броньовий захист диференційований, протиснарядний. Броньові плити лобової частини машини встановлювалися під раціональними кутами нахилу. Обтічна башта являла собою броньовий виливок складної геометричної форми, її борти товщиною 100 мм розташовувалися під кутом до вертикалі для підвищення снарядостійкості. Лобова частина башти з амбразурою для гармати, утворена перетином чотирьох сфер, відливалася окремо і зварювалася з рештою бронедеталей башти. Маска гармати являла собою циліндричний сегмент гнутої катаної бронеплити і мала три отвори — для гармати, спареного кулемета і прицілу. башта встановлювалася на погон діаметром 1800 мм в броньовому даху бойового відділення і фіксувалася захватами щоб уникнути звалювання при сильному крені або перекиданні танка. Поверхня зіткнення нижнього погона башти і верхнього погона бронекорпуса була дещо втоплена в дах бойового відділення, що виключало її заклинювання при обстрілі. Погон башти розмічають в тисячних для стрільби з закритих позицій.

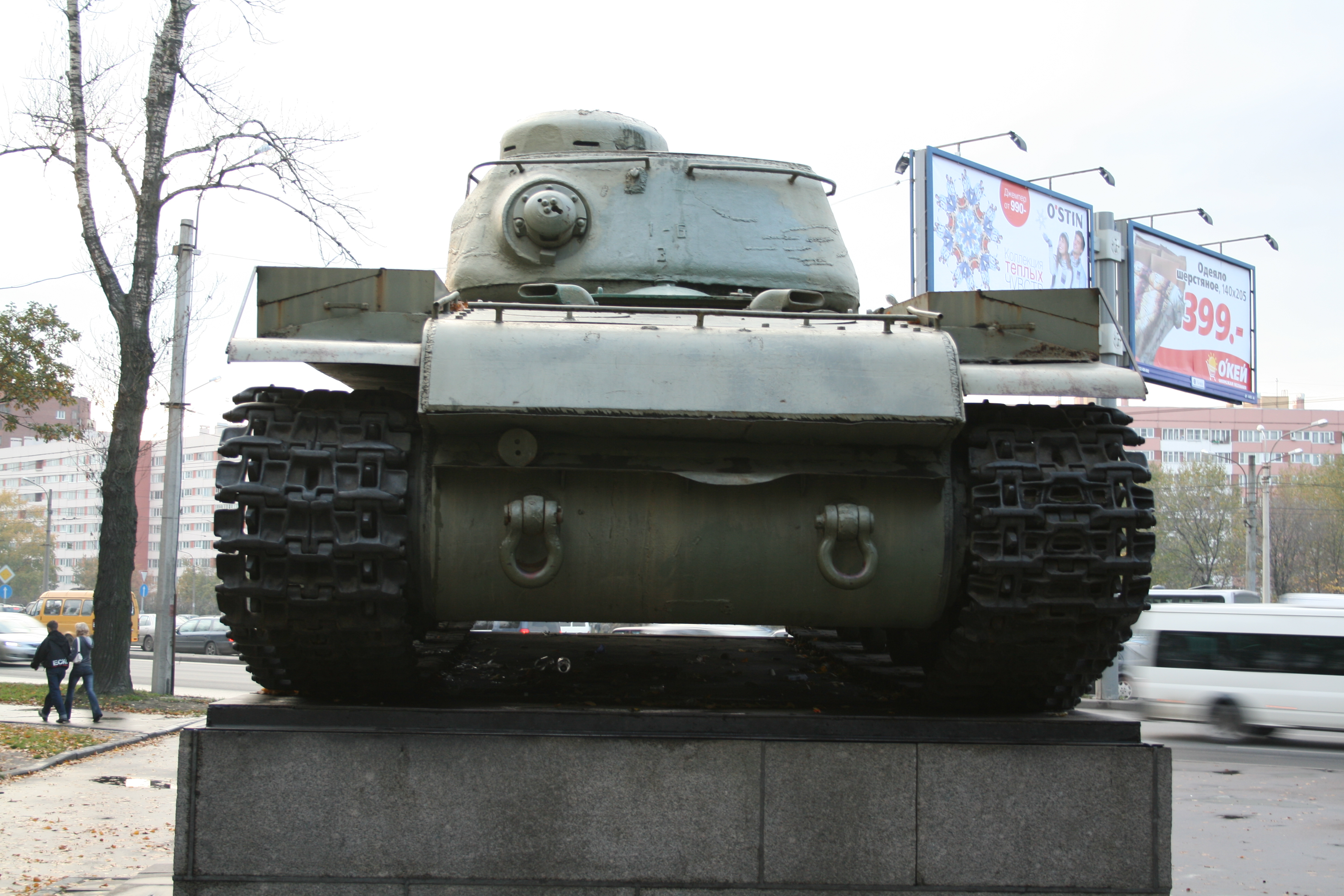
Танк КВ-85, вид ззаду

Механік-водій розташовувався по центру в передній частині бронекорпуса танка. Оскільки установка більш великої в порівнянні з КВ-1с башти не дозволила розмістити у відділенні управління стрільця-радиста, то він був взагалі виключений зі складу екіпажу. Отвір у лобовій частині під кульову установку курсового кулемета заварювалося, а сам кулемет встановлювався праворуч від механіка-водія в нерухомому монтуванні. Неприцільний вогонь з нього вів механік-водій шляхом натискання на гашетку електроспускового механізму на одному з важелів управління. Таке конструктивне рішення перейшло на наступні радянські важкі танки ІС, а згодом через низьку ефективність неприцільного вогню і ослаблення лобового бронювання від курсового кулемета і зовсім відмовилися. Три члени екіпажу розташовувалися у башті: зліва від гармати були робочі місця навідника і командира танка, а праворуч — заряджаючого. Командир машини мав литу наглядову башточку з товщиною вертикальної броні до 82 мм. Посадка і вихід екіпажу проходила через люки в башті: круглий двостулковий люк командирської башточки і круглий одностулковий люк зарядника. Корпус також мав днищевий люк для аварійного покидання екіпажем танка і ряд люків, лючків і технологічних отворів для навантаження боєкомплекту, доступу до горловини паливних баків, інших вузлів і агрегатів машини.

### Озброєння

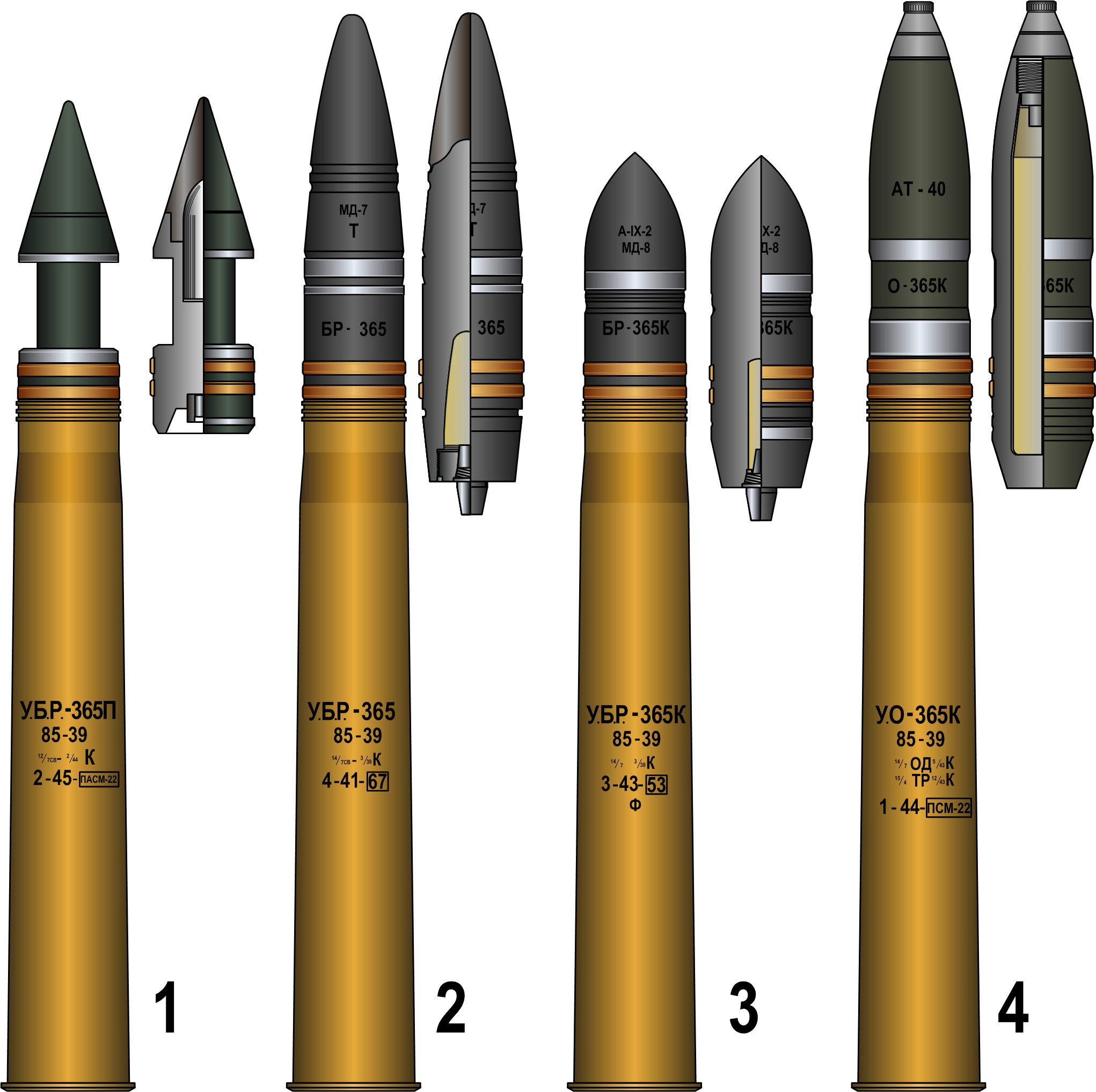
Постріли та снаряди до 85-мм танкової гармати Д-5Т.
1. Постріл УБР-365П зі снарядом БР-365П (підкаліберний бронебійний снаряд трасуючий «котушкового» типу).
2. Постріл УБР-365 зі снарядом БР-365 (тупоголовий з балістичним наконечником з локалізаторами трасуючої).
3. Постріл УБР-365К зі снарядом БР-365К (гостроголові з локалізаторами трасуючої).
4. Постріл УО-365К зі снарядом О-365К (Сталева осколкова цільнокорпусна граната з підривником КТМ).

Основним озброєнням КВ-85 була 85-мм нарізна танкова гармата Д-5Т. Гармата монтувалося на цапфах в башті і була повністю врівноважена. Сама башта із гарматою Д-5Т також була врівноваженою: її центр мас розташовувався на геометричній осі обертання. Гармата Д-5Т мала вертикальні кути наведення від −5 до +25°, при фіксованому положенні башти вона могла наводитися в невеликому секторі горизонтального наведення (т. зв. «Ювелірна» наводка). Постріл проводився за допомогою електричного або ручного механічного спуску.
Боєкомплект гармати становив 70 пострілів унітарного заряджання. Постріли укладалися в башті і вздовж обох бортів бойового відділення. У порівнянні з широким асортиментом боєприпасів 85-мм зенітної гармати 52-К — родоначальника гармати Д-5Т, боєкомплект КВ-85 був істотно менш різноманітний. До його складу входили:
- Бронебійний унітарний постріл масою 16 кг з тупоголовим бронебійно-трасуючим снарядом з балістичним наконечником БР-365 масою 9,2 кг (маса вибухової речовини — тротил або аммотол — 164 г) і зарядом Г-365 масою 2,48-2,6 кг, початкова швидкість 792 м/с;
- Бронебійний унітарний постріл масою 16 кг з гостроголовим бронебійно-трасуючим снарядом БР-365К масою 9,2 кг (маса вибухової речовини — тротил або аммотол — 48 г) і зарядом Г- 365 масою 2,48-2,6 кг, початкова швидкість 792 м/с;
- Бронебійний унітарний постріл масою 11,42 кг з підкаліберним снарядом котушкового типу БР-365П масою 5,0 кг і зарядом Г-365 масою 2,5-2,85 кг, початкова швидкість 1050 м/с;
- Осколковий унітарний постріл масою 14,95 кг з осколковою сталевою гранатою О-365 загальною масою 9,54 кг (маса вибухової речовини — тротил або аммотол — 741 г) і зарядом Г-365 масою 2,6 кг, початкова швидкість 785 м/с.

Осколкові снаряди О-365 мали велике число варіантів і при оснащенні деякими типами детонаторів могли з успіхом використовуватися як фугасні.
За радянськими даними, бронебійний снаряд БР-365 по нормалі пробивав на відстані 500 м бронеплиту товщиною 111 мм, на вдвічі більшій дистанції при тих же умовах — 102 мм. Підкаліберний снаряд БР-365П на відстані 500 м по нормалі пробивав бронеплиту товщиною 140 мм. При куті зустрічі щодо нормалі 30° при стрільбі в упор снаряд БР-365 пробивав 98 мм, а на 600–1000 м — 88-83 мм броні.
На танку КВ-85 встановлювалися три 7,62-мм кулемети ДТ-29: нерухомий курсовий, спарений із гарматою і кормовий в кульовій установці в припливі на задній частині башти. Боєкомплект до всіх ДТ становив 3276 набоїв. Ці кулемети монтувалися таким чином, що при необхідності їх можна було зняти з монтувань і використовувати поза танком. Також для самооборони екіпаж мав кілька ручних гранат Ф-1 і іноді забезпечувався пістолетом для стрільби сигнальними ракетами.

### Двигун
КВ-85 оснащувався чотиритактним V-подібним 12-циліндровим дизельним двигуном В-2К потужність якого становила 600 к.с. (441 кВт). Пуск двигуна забезпечувався стартером СТ-700 потужністю 11 кВт (15 к.с.) або стисненим повітрям з двох резервуарів ємністю 5 л у бойовому відділенні машини. КВ-85 мав щільну компоновку, при якій основні паливні баки об'ємом 600–615 л. розташовувалися і в бойовому, і в моторно-трансмісійному відділенні. Танк також оснащувався чотирма зовнішніми додатковими паливними баками загальною ємністю 360 л., не пов'язаними з паливною системою двигуна.

### Трансмісія
Танк КВ-85 оснащувався механічною трансмісією, до складу якої входили:
- Багатодисковий головний фрикціон сухого тертя «сталі по феродо»;
- Чотириступінчаста коробка передач з демультиплікатором (8 передач вперед і 2 назад);
- Два багатодискових бортових фрикціони з тертям «сталь по сталі»;
- Два бортових планетарних редуктори.

Всі приводи керування трансмісією — механічні.

### Ходова частина

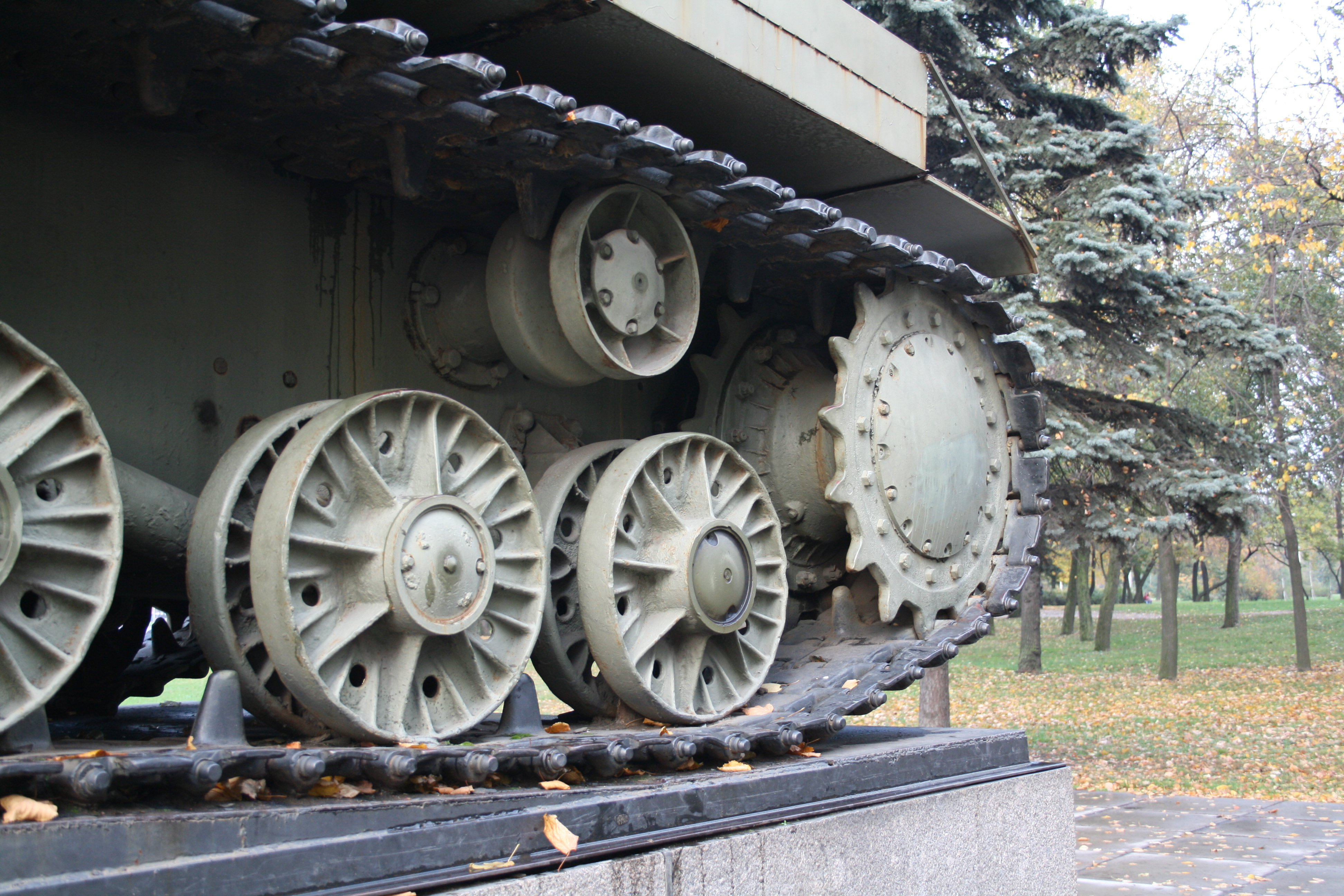
Ходова частина танка КВ-85, опорні котки, підтримуючий коток і ведуче колесо

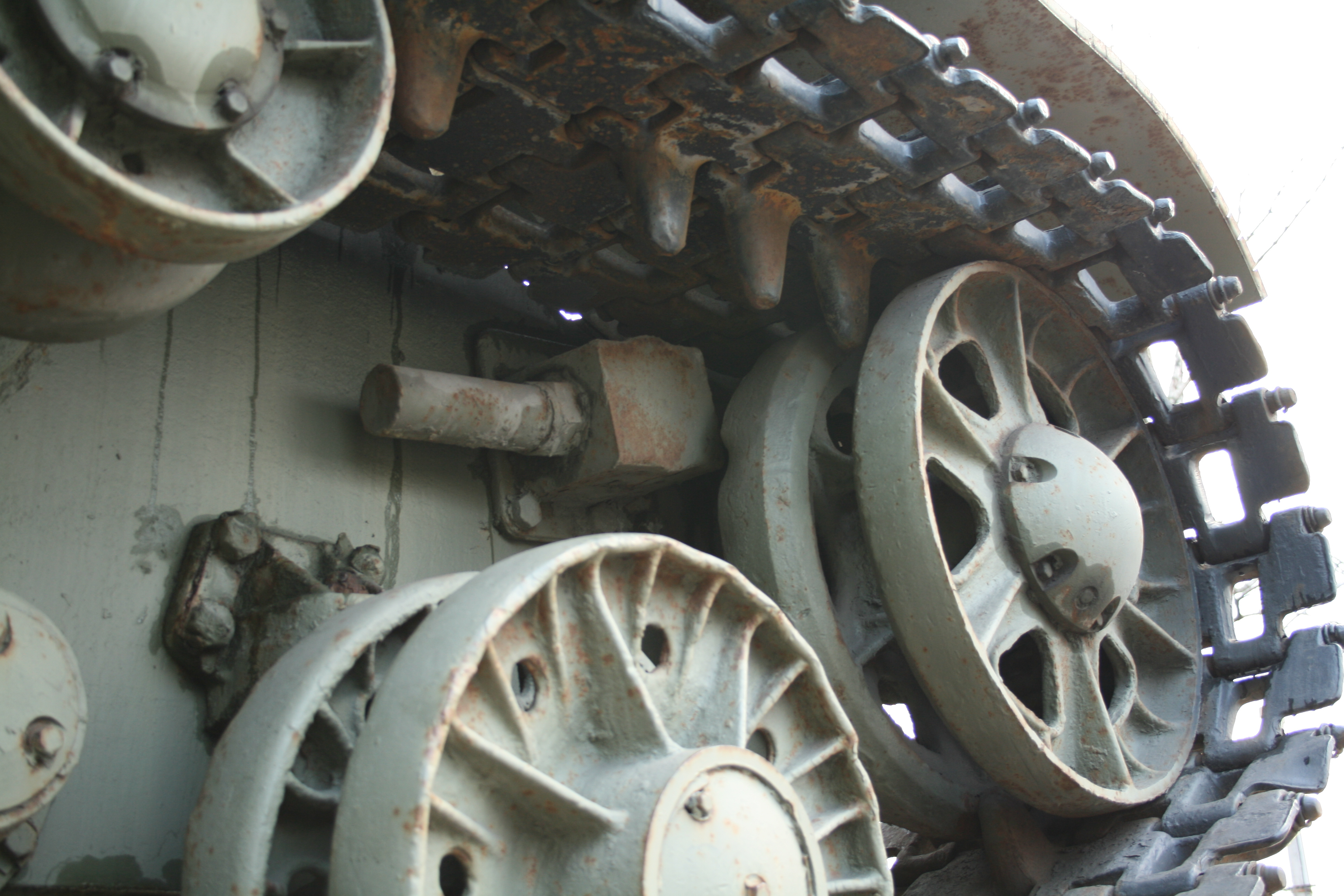
Ходова частина танка КВ-85, лінивець і частина механізму натягу гусениці

Ходова частина танка КВ-85 повністю ідентична аналогічній вузлу танка КВ-1с. Підвіска машини — індивідуальна торсіонна для кожного з 6 суцільнолитих двосхилих опорних котків малого діаметра (600 мм) по кожному борту. Навпроти кожного опорного котка до бронекорпусу приварювалися обмежувачі ходу балансирів підвіски. Ведучі колеса зі знімними зубчастими вінцями цівкового зачеплення розташовувалися позаду, а лінивці — спереду. Верхня гілка гусениці підтримувалася трьома малими суцільнолитими підтримуючими котками по кожному борту. Механізм натягу гусениці — гвинтовий, кожна гусениця складалася з 86-90 одногребневих траків шириною 608 мм.

### Електрообладнання
Електропроводка в танку КВ-85 була однопровідною, другим проводом служив бронекорпус машини. Виняток становило коло аварійного освітлення, яке було двопровідне. Джерелами електроенергії (робоча напруга 24 В) були генератор ГТ-4563А з реле-регулятором РРА-24 потужністю 1 кВт і чотири послідовно з'єднані акумуляторні батареї марки 6-СТЕ-128 загальною ємністю 256 А·год. Споживачі електроенергії включали в себе:
- Електромотор повороту башти;
- Зовнішнє та внутрішнє освітлення машини, прилади підсвічування прицілів і шкал вимірювальних приладів;
- Зовнішній звуковий сигнал і коло сигналізації від десанту до екіпажу машини;
- Контрольно-вимірювальні прилади (амперметр і вольтметр);
- Електроспуск гармати;
- Засоби зв'язку — радіостанція та танковий переговорний пристрій;
- Електрика моторної групи — стартер СТ-700, пускове реле РС-371 або РС-400 і т. д.

### Засоби спостереження і приціли
Люк командира і робоче місце заряджаючого обладналися перископічними приладами МК-4 для спостереження за навколишнім оточенням зсередини машини (всього 2 штуки). Командирська башточка мала п'ять оглядових щілин із захисним склом. Механік-водій у бою вів спостереження через оглядовий прилад із триплексом, який захищався броньовою заслінкою. Цей оглядовий прилад встановлювався в броньованому люку-пробці на лобовій бронеплиті по поздовжній осьовій лінії машини. У спокійній обстановці цей люк-пробка міг бути висунутий вперед, забезпечуючи механіку-водію більш зручний безпосередній огляд з його робочого місця.
Для ведення вогню КВ-85 оснащувався двома гарматними прицілами — телескопічним 10Т-15 для стрільби прямою наводкою і перископічним ПТ4-15 для стрільби з закритих позицій. Головка перископічного прицілу захищалася спеціальним броньовим ковпаком. Для забезпечення можливості вогню в темний час доби шкали прицілів мали прилади підсвічування. Кормовий кулемет ДТ міг комплектуватися прицілом ПУ від снайперської гвинтівки з чотириразовим збільшенням.

### Засоби зв'язку
Засоби зв'язку включали в себе радіостанцію 9Р (або 10Р, 10РК-26) та переговорний пристрій ТПУ-4-Біс на 4 абонента.
Радіостанції 10Р або 10РК представляли собою комплект із передавача, приймача і умформерів (одноякорних мотор-генераторів) для їх живлення, що приєднуються до бортової електромережі напругою 24 В.
10Р являла собою симплексних лампову короткохвильову радіостанцію, яка працює в діапазоні частот від 3,75 до 6 МГц (відповідно довжини хвиль від 80 до 50 м). На стоянці дальність зв'язку в телефонному (голосовому) режимі досягала 20-25 км, в русі вона трохи зменшувалася. Велику дальність зв'язку можна було отримати в телеграфному режимі, коли інформація передавалася телеграфним ключем азбукою Морзе чи іншою дискретною системою кодування. Стабілізація частоти здійснювалася знімним кварцовим резонатором, плавне підстроювання частоти відсутнє. 10Р дозволяла вести зв'язок на двох фіксованих частотах, для їх зміни використовувався інший кварцовий резонатор з 15 пар в комплекті радіостанції.
Радіостанція 10РК була технологічним поліпшенням попередньої моделі 10Р, вона стала простіше і дешевше у виробництві. У цієї моделі з'явилася можливість плавного вибору робочої частоти, число кварцових резонаторів було зменшено до 16. Характеристики по дальності зв'язку значних змін не зазнали.
Танковий переговорний пристрій ТПУ-4-Біс дозволяв вести переговори між членами екіпажу танка навіть в сильно зашумленной обстановці і підключати шоломофонну гарнітуру (головні телефони і ларингофони) до радіостанції для зовнішнього зв'язку.

## Модифікації

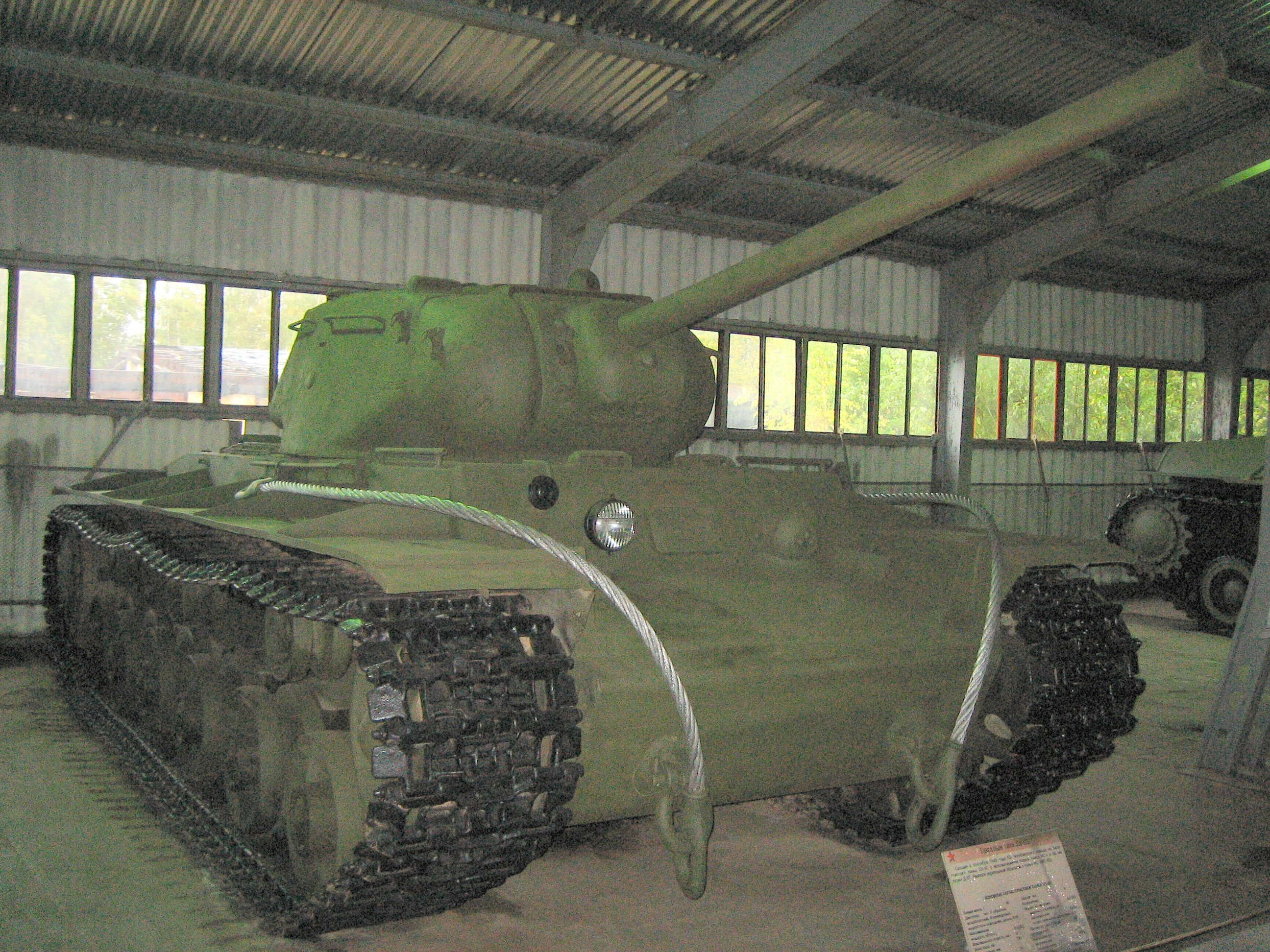
Дослідний танк КВ-85Г «Об'єкт 238» в бронетанковому музеї в Кубинці

Серійні КВ-85 не мали модифікацій, але в літературі досить часто згадується танк КВ-85Г. Це позначення відповідає єдиній дослідній машині «Об'єкт 238», нині зберігається в бронетанкової музеї в Кубинці. Індекс Г означає «гармата Грабіна», який наполіг на виготовленні дослідного зразка з 85-мм гарматою С-31 своєї конструкції. Оскільки гармату розмістили в штатній башті КВ-1с, яка для нього була дуже тісною, то КВ-85Г був відкинутий компетентною комісією на спільних випробуваннях з прототипом КВ-85 «Об'єкт 239».

### Машини на базі КВ-85
Установка башти від танка ІС на шасі КВ відкривала можливості по установці на останній більш потужних артсистем. Так, наприкінці 1943 року були послідовно побудовані дослідні танки КВ-100 та КВ-122. Перший озброювався 100-мм гарматою С-34, а другий — 122-мм гарматою Д-25Т. Зважаючи запуску в серійне виробництво нового важкого танка ІС-2 з набагато більш досконалим бронезахистом, питання про прийняття на озброєння РСЧА цих машин навіть і не виникло.

## Організація
КВ-85, як і КВ-1с, надходили на озброєння окремих гвардійських важких танкових полків прориву (ОГвВТП). Кожен ОГвВТП мав 21 танк у складі 4 рот по 5 машин плюс танк командира полку. Командир полку зазвичай мав звання полковника чи підполковника, командири рот — звання капітана або старшого лейтенанта. Командири танків, як правило, були лейтенантами, а механіки-водії — сержантами. Решта членів екіпажу за штатним розкладом були рядовими. ОГвВТП звичайно мав у своєму складі кілька неброньованих машин забезпечення і підтримки — вантажівок, джипів або мотоциклів, чисельність особового складу полку за штатом становила 214 осіб.
Брак важких САУ СУ-152 призводила до того, що КВ-85 іноді штатно вводилися до складу окремих важких самохідно-артилерійських полків (ОВСАП) як заміна відсутніх СУ-152. Окремі вцілілі танки з практично повністю втраченою в боях своєю матеріальною частиною використовувалися ОГвВТП і ОВСАП до кінця в найрізноманітніших частинах і підрозділах до свого знищення або списання.

## Бойове застосування
Танки КВ-85 надходили на озброєння ОГвВТП, починаючи з вересня 1943 року. Приблизно тоді ж (з деякою затримкою, необхідною для формування нових частин і відправкою їх на фронт) вони вступали в бій, переважно на південних напрямках. Оскільки КВ-85 за своїми характеристиками незначно поступалися німецьким важким танкам і їх бронезахист вже не був достатнім, то бої за участю КВ-85 йшли з перемінним успіхом, а результат певною мірою визначався виучкою екіпажів.
Основним призначенням КВ-85 був прорив заздалегідь укріплених оборонних смуг ворога, де основною небезпекою були не стільки танки противника, скільки його протитанкові та самохідні гармати, мінно-вибухові і інженерні загородження. Незважаючи на недостатнє бронювання, своє завдання КВ-85 в основному виконали, але ціною значних втрат. Невеликий обсяг випуску і інтенсивне використання КВ-85 призвели до того, що до осені 1944 року через безповоротні бойові втрати і списання у стройових частинах танків цього типу вже не залишилося, пізніше цього періоду будь-які згадки про їх бойове використання в літературі відсутні.
Кілька підбитих танків КВ-85 були залишені на території супротивника і були захоплені німцями. Достовірно відомо, що одна з захоплених машин проходила випробування на Куммерсдорфському полігоні.
Збереглося кілька згадок про сутички КВ-85 з танками противника. Наприклад, 20 — 23 листопада 34-й ОГвВТП 28-ї армії 4-го Українського фронту у складі 20 КВ-85 за підтримки 40-го ОВСАП (9 СУ-152) атакував німецькі позиції поблизу селища Катеринівка. 34-й ОГвВТП втратив в ході цих боїв 8 КВ-85 (характер втрат невідомий), знищивши 5 PzKpfw IV, не рахуючи гармат польової артилерії і піхоти противника.
Однак в руках досвідчених і тактично грамотних танкістів КВ-85 був грізною зброєю, здатним більш ніж успішно протистояти новій німецькій бронетехніці. Витяг із «Звіту про бойові дії бронетанкових і механізованих військ 38-ї армії з 24 по 31 січня 1944 року» по 7-му окремому гвардійському важкому танковому полку (7-й ОГвВТП) свідчить:

Згідно з бойовим розпорядженням штабу 17-го корпусу, 5 танків, що залишилися, і самохідних артилерійських установок (3 танка КВ-85 і 2 СУ-122) до 7.00 28.01.44 р зайняли кругову оборону в радгоспі ім. Тельмана в готовності до відбиття атак танків противника в напрямку Росоша, радгоспу «Комунар», радгоспу «Більшовик». Біля танків зайняли оборону 50 піхотинців і 2 протитанкові гармати. У супротивника було відзначено скупчення танків південніше Росоша. В 11.30 супротивник, силою до 15 танків Т-6 та 13 середніх і малих у напрямку Росоша і піхотою з півдня, провели атаку на радгосп ім. Тельмана.
Займаючи вигідні позиції, через укриттів будов і стогів, підпустивши танки противника на відстань прямого пострілу, наші танки і САУ відкрили вогонь і розлаштували бойові порядки супротивника, підбивши при цьому 6 танків (з них 3 «Тигра») і знищивши до взводу піхоти . Для ліквідації німецької піхоти що прорвалася зі складу радянського угруповання був виділений КВ-85 ст. лейтенанта Кулешова, який вогнем і гусеницями виконав своє завдання. До 13 години того ж дня німецькі війська, не наважуючись атакувати радянський полк в лоб, обійшли радгосп ім. Тельмана і завершили оточення радянського угруповання.
Бій наших танків в оточенні проти переважаючих сил противника характеризується надзвичайним умінням і героїзмом наших танкістів. Танкова група (3 КВ-85 і 2 СУ-122) під командуванням командира роти гвардії ст. лейтенанта Подуста, обороняючи радгосп імені Тельмана, одночасно не давала німецьким військам перекидати війська в інші райони боїв. Танки часто міняли вогневі позиції і вели прицільний вогонь по німецьким танкам, а СУ-122, виходячи на відкриті позиції, розстрілювали піхоту, посаджену на транспортери і рухалася по дорозі на Ільїнці, завдяки чому перепиняли свободу маневру німецьким танкам і піхоті, а, головне, сприяли виходу з оточення частин 17-го стрілецького корпусу. До 19.30 танки продовжували вести бій в оточенні, хоча піхоти у радгоспі вже не було. Маневр і інтенсивний вогонь, а також використання укриттів для ведення вогню дозволило майже не понести ніяких втрат (крім 2 поранених), завдавши противнику відчутних втрат у живій силі і техніці. За 28.01.44 р підбито і знищено танків «Тигр» — 5 штук, Т-4 — 5 шт., Т-3 — 2 шт., бронетранспортерів — 7 шт., протитанкових гармат — 6 шт., кулеметних точок — 4, возів з кіньми — 28, піхоти — до 3-х взводів.
О 20.00 танкова група зробила прорив з оточення і до 22.00 після вогневого бою вийшла в розташування радянських військ, втративши 1 СУ-122 (згоріла).

5 КВ-85, за польськими даними, в 1945 році були передані Народної армії Польщі, яка використовувала їх у перші повоєнні роки як навчальні.

## Оцінка проекту

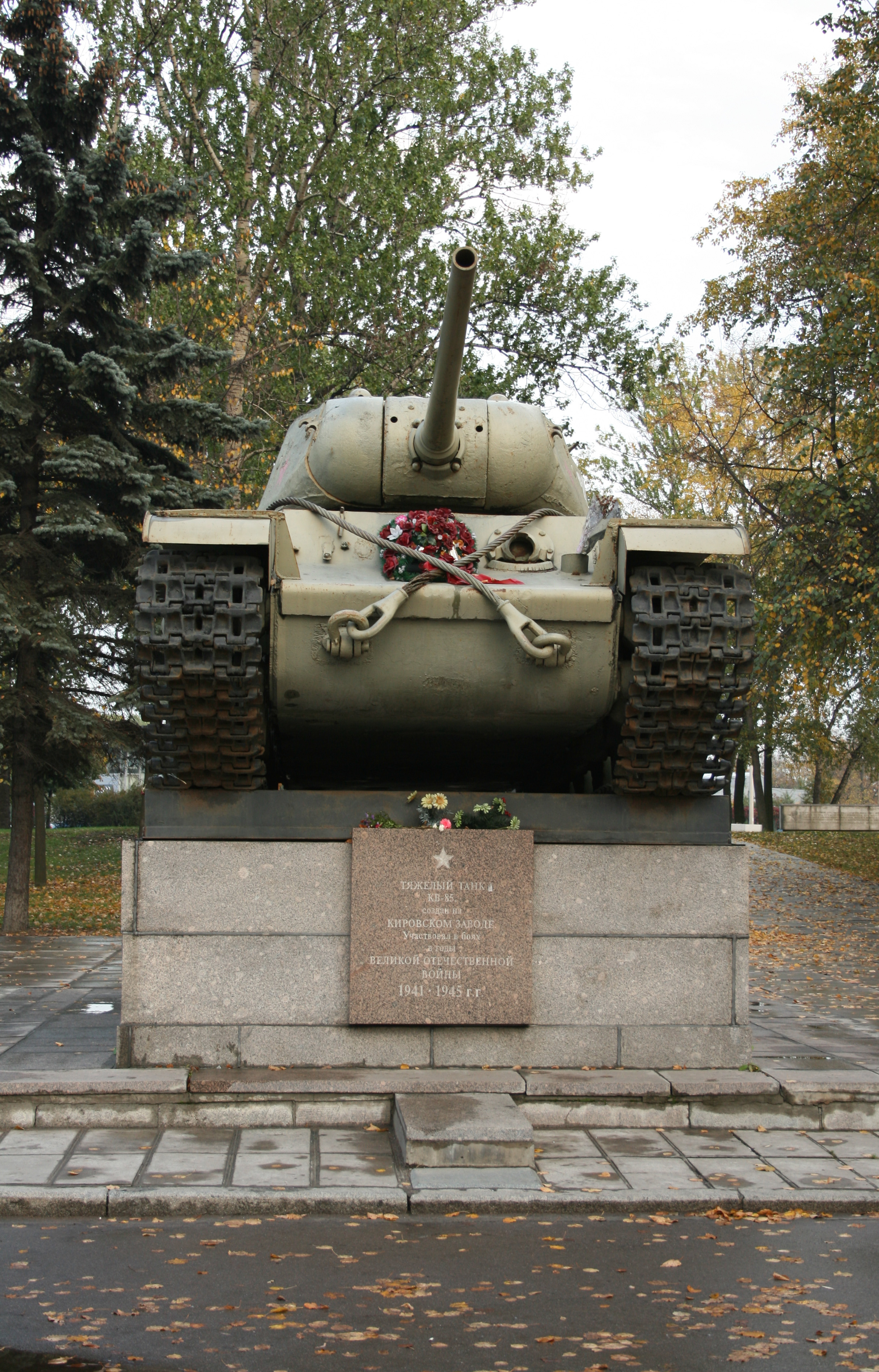
Танк-пам'ятник КВ-85 в Автово, вигляд спереду

Будучи перехідною машиною, КВ-85 поєднував у собі як переваги башти і озброєння ІС-1, так і недоліки ходової частини КВ-1с. Від останнього КВ-85 успадкував недостатнє для кінця 1943 року бронювання корпусу, яке забезпечувало захист тільки від вогню німецьких гармат калібром менше 75 мм. Найбільш поширена на той період німецька протитанкова гармата Pak 40 була цілком достатнім засобом боротьби з танками сімейства КВ, хоча на деяких дистанціях і курсових кутах бронювання корпусу КВ-85 могло успішно протистояти її снарядам. Будь-яка німецька 88-мм гармата і 75-мм довгоствольна гармата танка «Пантера» легко пробивали броню корпуса КВ-85 з будь-якої дистанції в будь-якій точці. Запозичена у ІС-1 башта в порівнянні з штатною у КВ-1с забезпечувала більш надійний захист і підвищила зручність роботи екіпажу. Однак головним достоїнством КВ-85 в порівнянні з будь-яким іншим серійним радянським танком того часу була 85-мм гармата Д-5 (до запуску в серію ІС-1 в листопаді 1943 року). Перевірена на самохідно-артилерійських установках СУ-85, гармата Д-5 була дієвим засобом боротьби з новими німецькими важкими танками на дистанціях до 1 км. Для порівняння, 76-мм гармата ЗІС-5 на КВ-1с була практично безпорадною проти лобової броні «Тигра» і насилу пробивала борт на дистанціях ближче 300 м. Збільшення калібру до 85 мм також позначилося сприятливим чином на потужності осколково-фугасного снаряда, що було дуже важливо для важкого танка прориву, яким був КВ-85. З іншого боку, практика показала необхідність подальшого посилення вогневої потужності в цьому плані — 85-мм снаряд у багатьох випадках був недостатній для боротьби проти ДОТів і потужних дзотів.
Таким чином, КВ-85 став першим радянським танком, здатним боротися з важкою німецькою бронетехнікою на дистанціях до 1000 м. Це було гідно оцінено як танкістами, так і радянським керівництвом. Дулова енергія гармати Д-5Т в 300 т·м перевершувала аналогічний показник гармати «Пантери» KwK 42 (+205 т·м) і не сильно поступалася гарматі «Тигра» KwK 36 (+368 т·м). Однак якість виготовлення радянських бронебійних снарядів була нижчою, ніж у німецьких, тому Д-5Т поступалася в бронепробивності обом вищезгаданим німецьким гарматам. Висновок командування від застосування Д-5Т був змішаним: визнавалася ефективність гармати Д-5Т, але одночасно відзначалася її недостатність для озброєння важкого танка, який повинен був мати перевагу в озброєнні над аналогічними за класом машинами ворога. Як результат, було рішення про озброєння 85-мм гарматою середніх танків Т-34, а стосовно до важких танків почати роботи по установці на них більш потужних 100-мм і 122-мм артсистем.
Хоча корпус КВ-85 цілком дозволяв установку більш потужних артсистем, його модернізаційний потенціал був уже повністю вичерпаний (це було ясно конструкторам ЧКЗ і заводу № 100 ще стосовно до КВ-1с). Особливо ця обставина стосувалося посилення бронювання та вдосконалення моторно-трансмісійної групи, тож в світлі швидкого запуску в серію нових танків ІС з самого початку КВ-85 розглядався як тимчасове рішення. Хоча процес випуску КВ-1с (і як наслідок КВ-85) був уже непогано налагоджений, фронтом вимагалися більш потужно броньовані та озброєні важкі танки, чим КВ-85.
Зарубіжними аналогами КВ-85 за масогабаритними категоріями і призначенням були німецькі танки PzKpfw V «Пантера» і PzKpfw VI Ausf. H «Тигр», в 1945 році до них додався американський танк M26 «Першинг». Як і неглибока модернізація танка попереднього покоління КВ-1с, КВ-85 програвав їм практично за всіма показниками, залишаючись, тим не менш, цілком боєздатною машиною. Були у КВ-85 і деякі переваги: більш проста і технологічна (хоча суттєво поступалася в цьому плані танкам ІС) конструкція щодо німецьких машин, КВ-85 мав більш сильне бортове бронювання і більш високу потужністю вогню по неброньованих цілях, ніж «Пантера».
Як тимчасове рішення виниклих в 1943 році перед радянськими танкобудівниками і військовими проблем з недостатнім бронюванням й озброєнням важких танків, КВ-85 в цілому можна визнати досить вдалою конструкцією і перехідною моделлю до потужніших важких танків сімейства ІС.

## Цікаві факти про КВ-85
- Ідея озброїти танк КВ 85-мм гарматою з'явилася ще до Німецько-радянської війни і кілька разів пропонувалася на її ранньому етапі, але до появи «Тигра» незмінно відкидалася з різних причин[1].
- 1452-й окремий важкий самохідний артилерійський полк 9 травня 1944 увірвався в Севастополь, маючи із решти матеріальної частини 1 КВ-85 і 1 СУ-152[1].
- На підставі вивчення неправильно відновленого єдиного вцілілого КВ-85 в Автово, деякі західні автори зробили висновок про існування двох модифікацій цієї машини[1].
- До останнього часу точне число випущених КВ-85 залишалося неясним. Наведені вище відомості про 148 побудованих танках на основі річних звітів ЧКЗ стали доступними лише з 2002 року у статті Максима Коломійця у випуску журналу «Фронтова ілюстрація» № 3 за той рік.

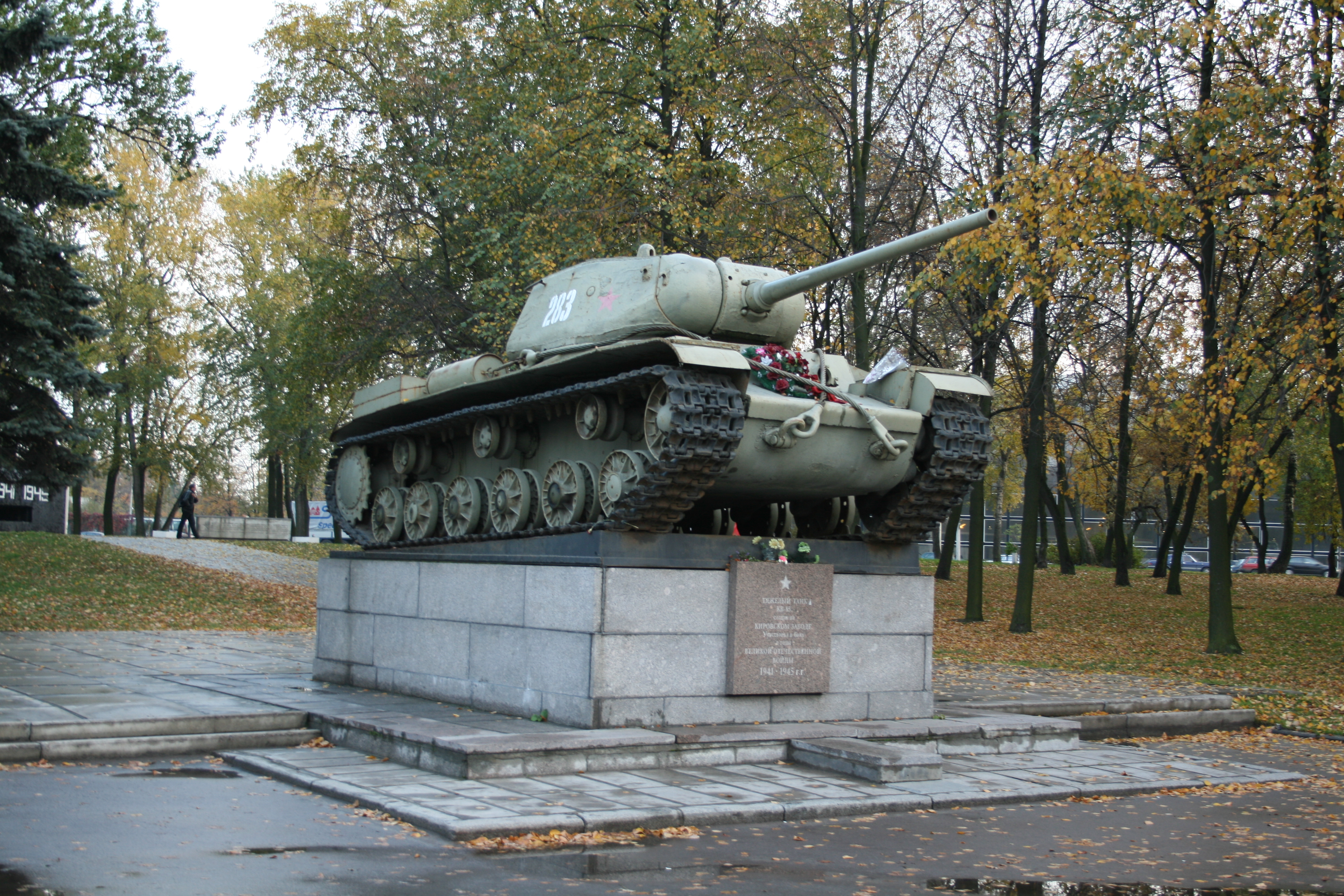
КВ-85 в Автово

## КВ-85 і сувенірно-ігрова індустрія

### КВ-85 в комп'ютерних іграх
КВ-85 фігурує в досить великій кількості комп'ютерних ігор, в основному відносяться до жанрів стратегії реального часу і покрокової стратегії. Однак нечисленність прототипу в реальній історичній дійсності і невелика кількість інформації про нього призвели до того, що КВ-85 або взагалі не представлений в ігровому процесі, або, на думку гравців, володіє «неадекватними» (оскільки адекватність представлення бою в іграх сама по собі є вкрай спірною) характеристиками. КВ-85 можна побачити у вітчизняних іграх, зокрема, в стратегіях реального часу «Бліцкриг», «Sudden Strike» і «Sudden Strike: The Last Stand», а також «У тилу ворога», «У тилу ворога 2»(«Faces of War»), «Close Combat 3: The Russian Front» і його рімейку «Close Combat: Cross of Iron». Серед покрокових стратегій, де присутній КВ-85, можна відзначити серію «Panzer General», а також в MMO-гри «World of Tanks».
Варто відзначити, що відображення тактико-технічних характеристик бронетехніки і особливостей її вживання в бою в багатьох комп'ютерних іграх часто далеко від реальності.

### Моделі КВ-85
Масштабні копії КВ-85 випускаються деякими фірмами-виробниками модельної продукції. Доступним варіантом є пластмасова збірна модель-копія КВ-85 фірми «Eastern Express» у масштабі 1:35. У 2012 році непогану, хоча і не зовсім точну модель танку стала виробляти китайська фірма «Trumpeter». Перехідний характер прототипу також дозволяє побудувати його масштабну модель, використовуючи деталі від більш поширених наборів КВ-1с та ІС-2 різних виробників. Креслення для самостійної побудови моделі неодноразово публікувалися в журналах «Моделіст-конструктор», «М-Хобі» та ін.